# Brachoria laminata
Brachoria laminata är en mångfotingart som beskrevs av Keeton 1959. Brachoria laminata ingår i släktet Brachoria och familjen Xystodesmidae. Inga underarter finns listade i Catalogue of Life.